# Oratorio di San Tommaso d'Aquino
L'oratorio di San Tommaso d'Aquino è un luogo di culto cattolico che si trova in via della Pergola a Firenze.

## Storia
Di fronte agli edifici dell'ospedale di Santa Maria Nuova, presso il tiratoio dell'Arte della Lana e un pergolato di uva che dette il nome alla via, si trovava la "Congregazione dei Contemplanti", fondata nel 1550 da un frate domenicano di San Marco, fra' Santi Cini, in alcune casette della famiglia Paoli.
Nel 1567 la confraternita si trasferì nei locali di via della Pergola, e l'anno seguente entrò a farne parte il pittore Santi di Tito, che progettò l'oratorio, la facciata di esso, e adattò le case come abitazione dei confratelli. Fu dedicato a san Tommaso d'Aquino, Lumen Ecclesiae Doctor Veritatis, come recita l'iscrizione sul portale, e consacrato il 12 luglio 1569 dall'arcivescovo Antonio Altoviti.
Lo stesso artista-architetto si occupò anche di eseguire non solo l'affresco della volta con una perduta Estasi di San Domenico, ma anche, tra 1573 e 1574, la pala d'altare raffigurante il Crocifisso che parla a San Tommaso d'Aquino (Bene scripsisti de me Thoma), oggi alla Galleria degli Uffizi, dove egli esprime l'adesione alla chiarezza narrativa richiesta in pittura dalla riforma cattolica (recentemente restaurata).
Nel Seicento all'oratorio si aggiunse anche un ospizio per pellegrini, ma nel 1775 fu soppresso e poi acquistato dalla famiglia Rosselli Del Turco insieme al contiguo palazzo con facciata principale sulla via Sant'Egidio. Oggi l'oratorio è tornato ad essere officiato, anche quale sede della Venerabile Congregazione di San Francesco Saverio e del Santissimo Nome di Gesù detta la Disciplina dei Nobili ora Congregazione del Santissimo Nome di Gesù e di San Francesco Saverio, nell'oratorio di San Tommaso. 
L'interno ad aula unica si presenta ancora ricoperto di intarsi in pietre dure e imitazioni in scagliola: si tratta di un esempio importante per antichità, poiché qui Carlo Gibertoni fece i primi saggi di intarsi in pietra dura artificiale, divenuti poi un'apprezzata disciplina artistica.

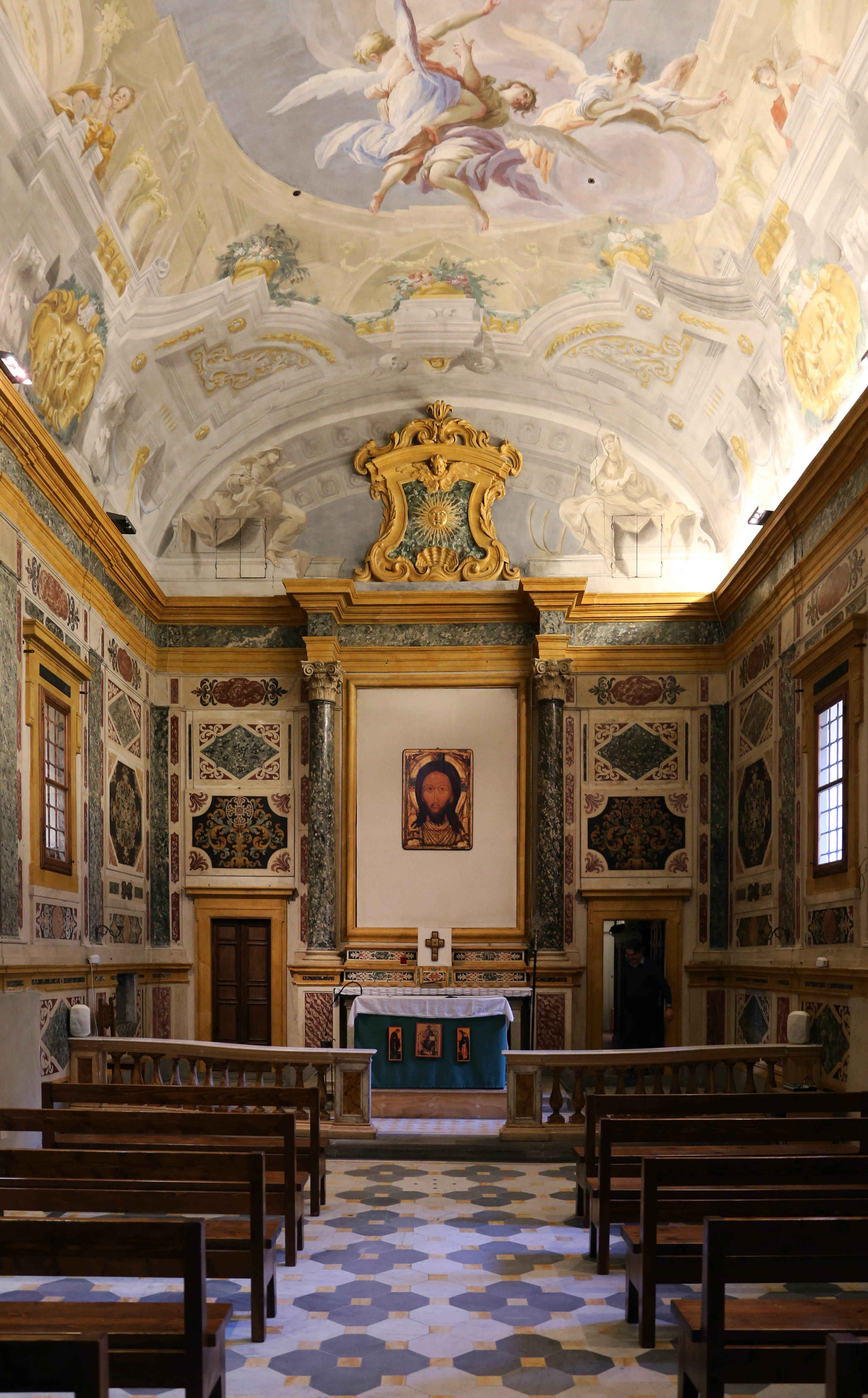
L'interno
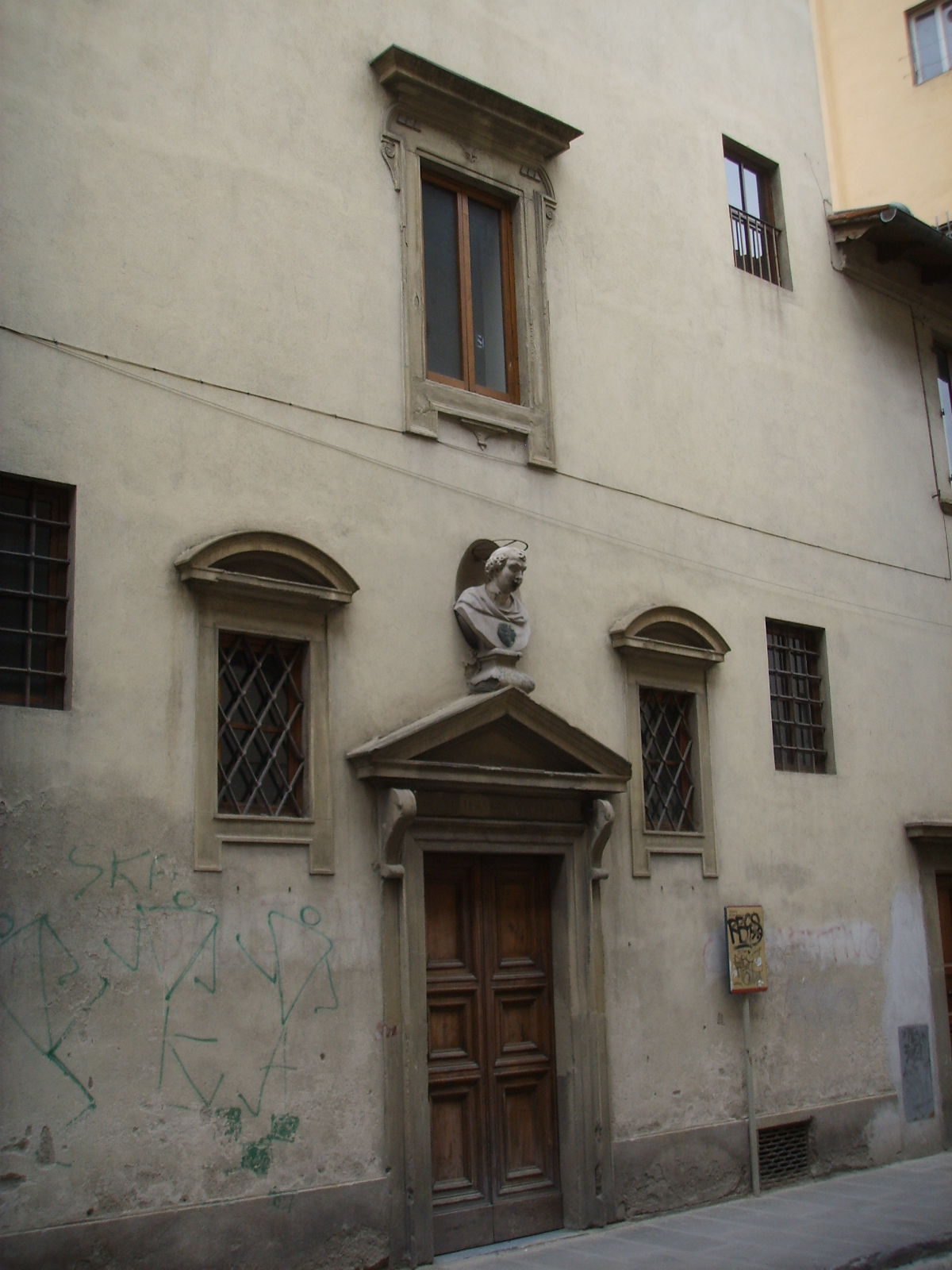
Particolare della facciata